# NMB Neues Museum Biel
Das NMB Neues Museum Biel – Kunst Geschichte Archäologie entstand 2012 mit der Zusammenlegung der beiden Museen Schwab und Neuhaus. Es ist ein Museum für Archäologie, Kunst, Industriegeschichte, Literatur, Film und Wohnkultur an der Schüsspromenade in Biel, Schweiz.

## Museum Schwab (1873–2011)

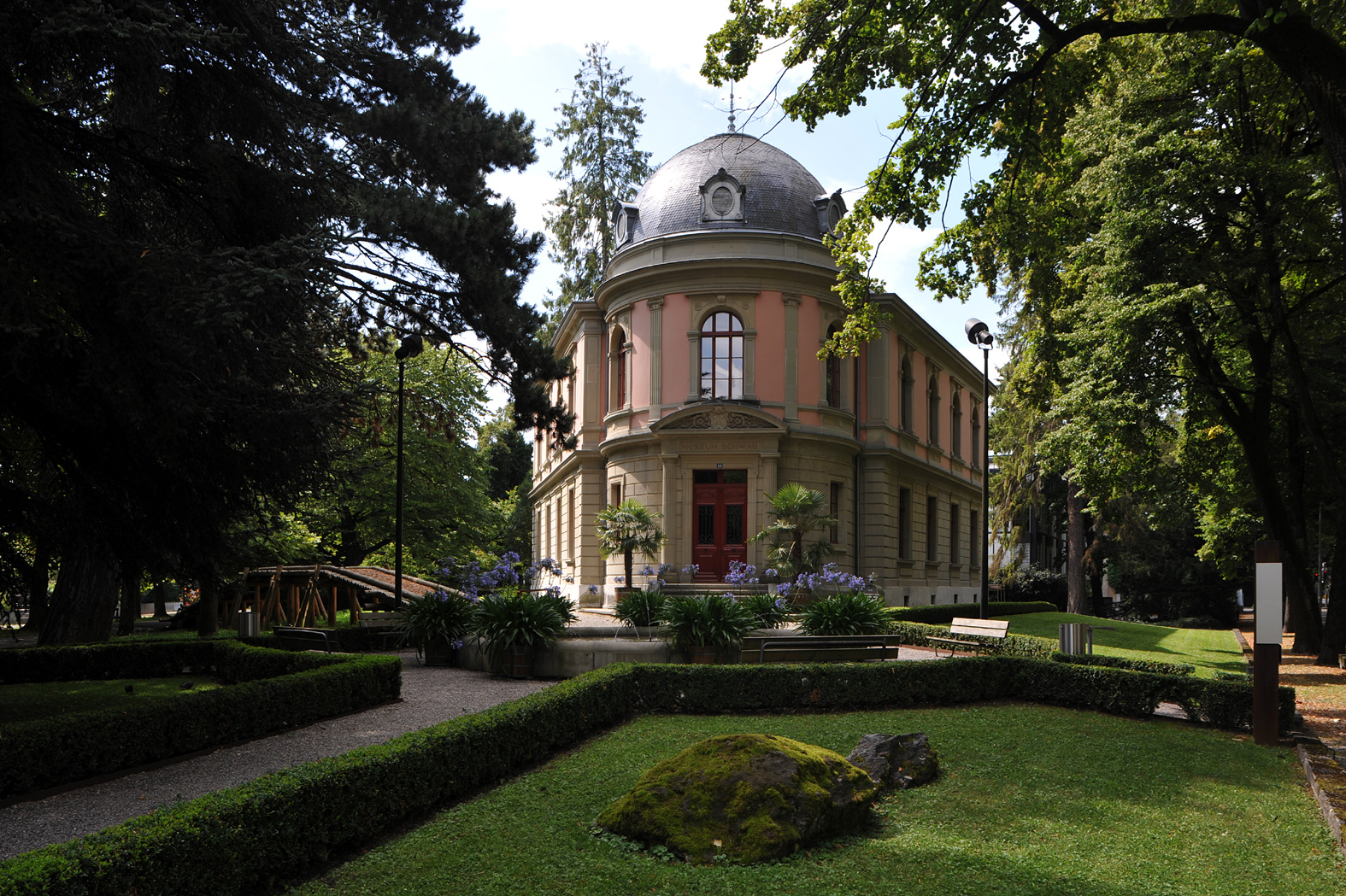
Das Haus Schwab des NMB Neues Museum Biel (2009)

1865 vermachte der Bieler Pfahlbauforscher und Sammler Friedrich Schwab (1803–1869) seine umfangreiche Sammlung, die neben archäologischen Fundstücken auch Waffen umfasste, als Legat der Stadt Biel. Die Schenkung nahm die Stadt Biel zum Anlass, ein Museum zu errichten. Nach Plänen des Architekten Friedrich Ludwig von Rütte (1829–1903) wurde 1871–1873 das Museum Schwab errichtet, dessen Rotunde an jene der alten Nationalbibliothek in Paris erinnert. Es war dies nach dem Musée Rath in Genf und dem Naturhistorischen Museum in Basel der dritte Museumszweckbau in der Schweiz. Anfänglich war das Museum Schwab ein Mehrspartenhaus, das neben Archäologie auch Kunst, historische Objekte und naturwissenschaftliche Präparate zeigte. Nach einer Reorganisation und einem Umbau wurde es 1947 als reines Archäologiemuseum wieder eröffnet. Die nicht-archäologischen Sammlungen wurden magaziniert. Trägerschaft des Museums war bis Ende 2011 die Stadt Biel.

## Museum Neuhaus (1985–2011)

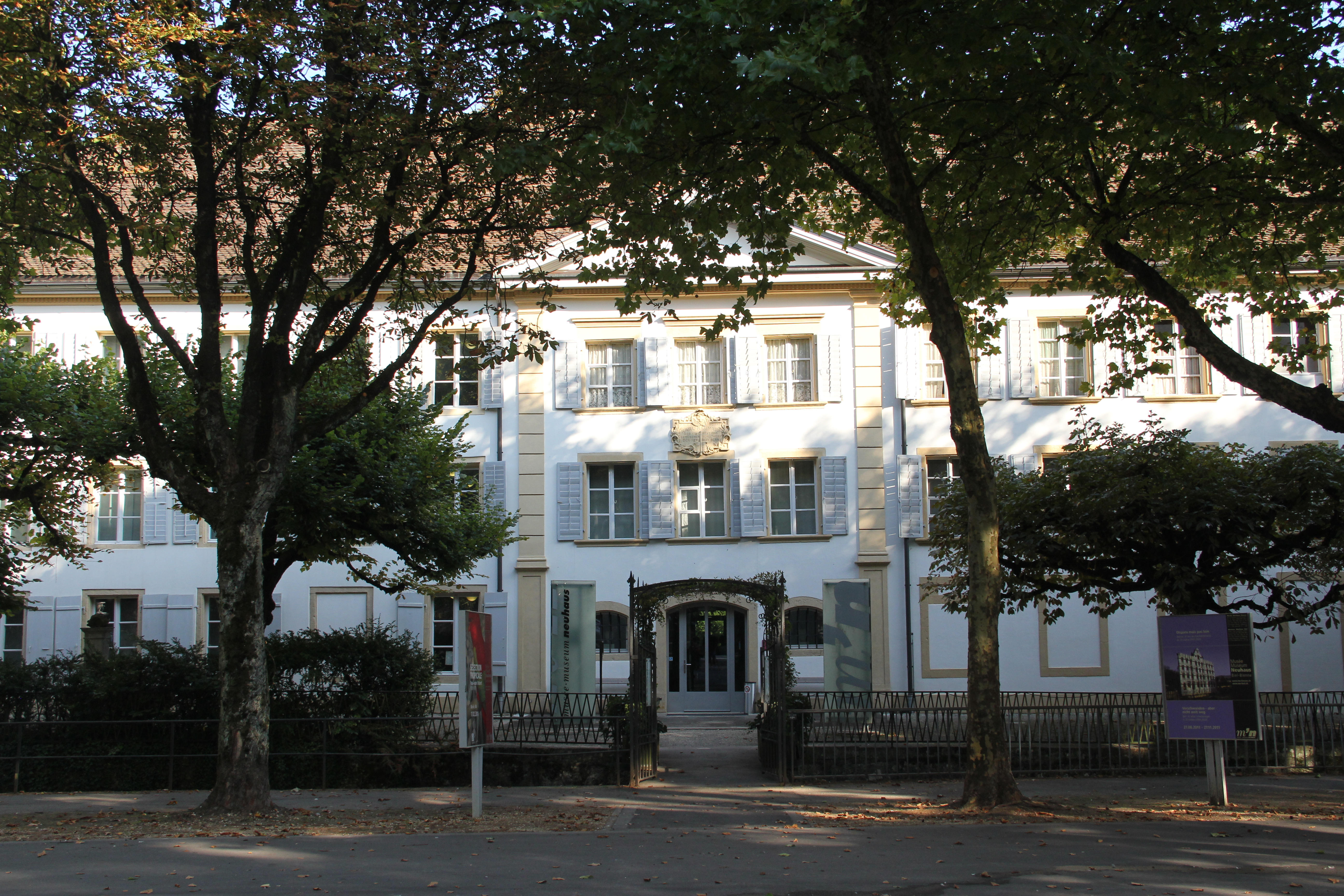
Das Haus Neuhaus des NMB Neues Museum Biel (2011)

Das Museum Neuhaus nutzte die ehemaligen Hauptgebäude der Indienne-Manufaktur Verdan-Neuhaus (Gründung 1747, 1842 Schliessung). Die letzte Besitzerin der Liegenschaften, Dora Neuhaus (1889–1975), vermachte diese einem zu gründenden Museum. 1983 eröffnete die Stiftung Sammlung Robert im ersten Obergeschoss des Westflügels das „Musée Robert“, das dem naturkundlichen Werk der Malerfamilie gewidmet war. 1985 wurde die restaurierte Fabrikantenwohnung im zweiten Stock als „Museum Neuhaus“ zugänglich gemacht. Von 1992 bis 1995 konnte die ganze Häuserzeile an der Schüsspromenade/Seevorstadt zu einem Mehrspartenmuseum umgebaut werden. Die Stiftung Sammlung Robert integrierte sich in den neuen Museumsbetrieb. Als Deposita der eidgenössischen Gottfried-Keller-Stiftung respektive der Stadt Biel wurden die Sammlung Karl und Robert Walser und die Cinécollection William Piasio in das Museum aufgenommen. Das vergrösserte Museum Neuhaus nahm Ende 1995 seinen Betrieb auf.

## NMB Neues Museum Biel (ab 2012)
2001 setzte der Gemeinderat von Biel einen Reorganisationsprozess der Bieler Museumslandschaft in Gang. Das Resultat war 2012 die Zusammenlegung der beiden Museen Schwab und Neuhaus – unter Einbezug der Stiftung Sammlung Robert – zum „NMB Neues Museum Biel“. Das Mehrspartenhaus für Geschichte, Kunst und Archäologie basiert auf einer einheitlichen Verwaltung und Leitung. Es befindet sich an der Seevorstadt 52 unweit der Bieler Altstadt. Das Museum beherbergt sechs Dauerausstellungen: Das archäologische Fenster der Region, die Industriegeschichte der Stadt Biel, Bilder und Schriften der Maler und Dichter Karl Walser und Robert Walser und der Malerfamilie Robert, die Sammlung von Gegenständen zu den Themen Fotografie und Film von William Piasio und als Wohnmuseum die restaurierte Wohnung der Stifterin Dora Neuhaus (1889–1975).

Alle Ausstellungen werden auf Deutsch und Französisch dokumentiert. Zum Museum gehört auch ein Café mit Garten.

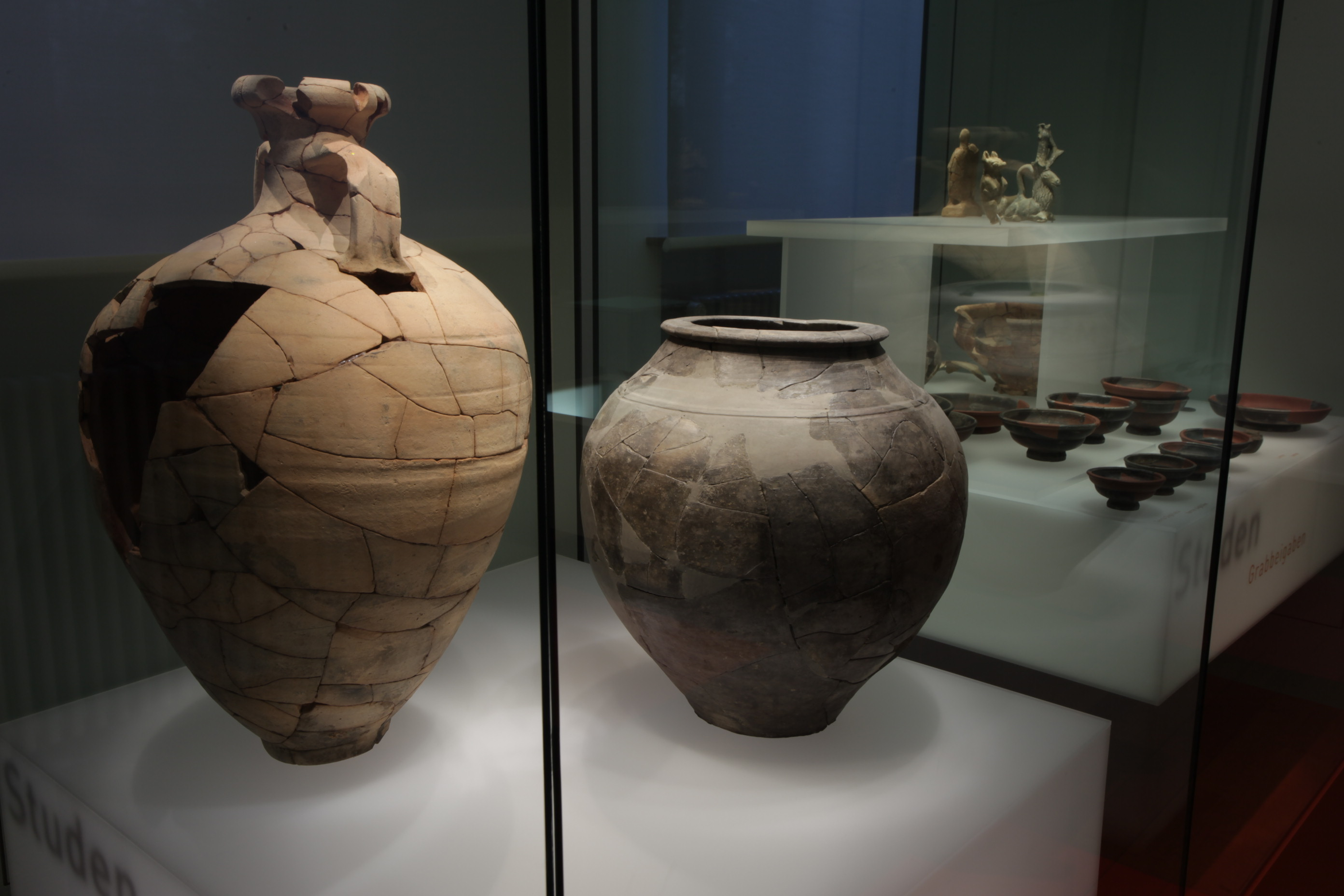
Archäologische Funde aus der Region
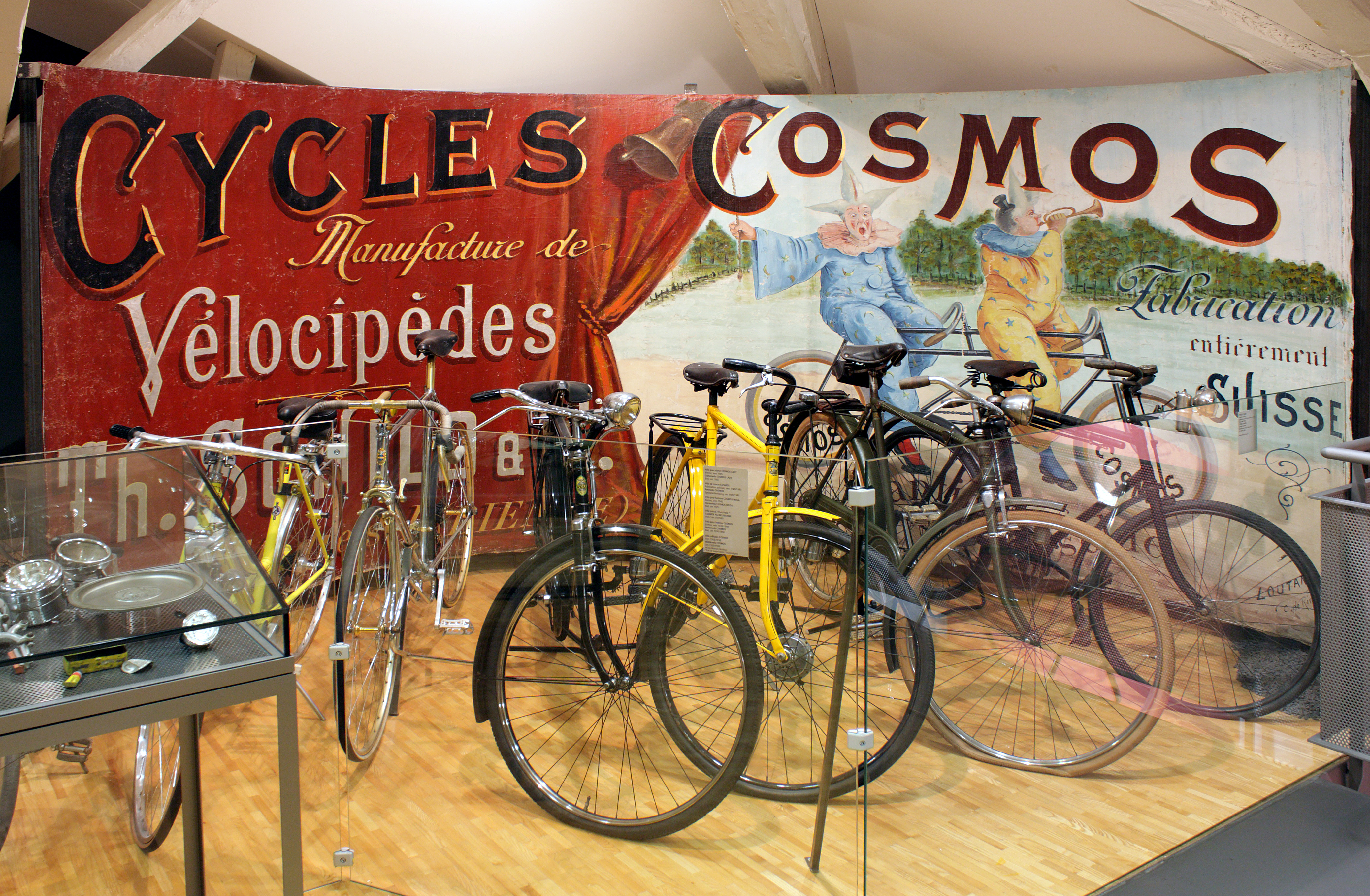
Biel/Bienne - Industriestadt
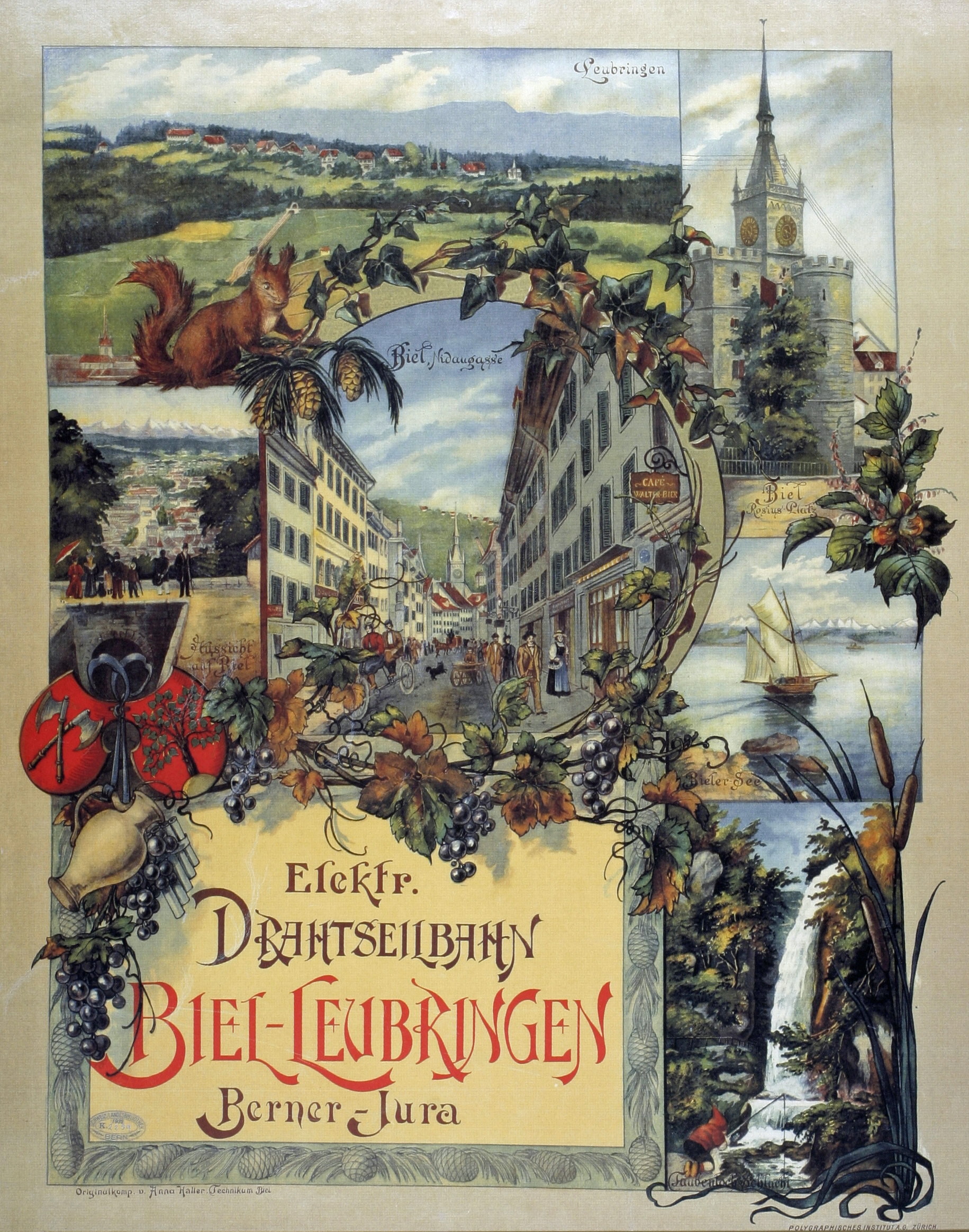
Plakat von Anna Haller
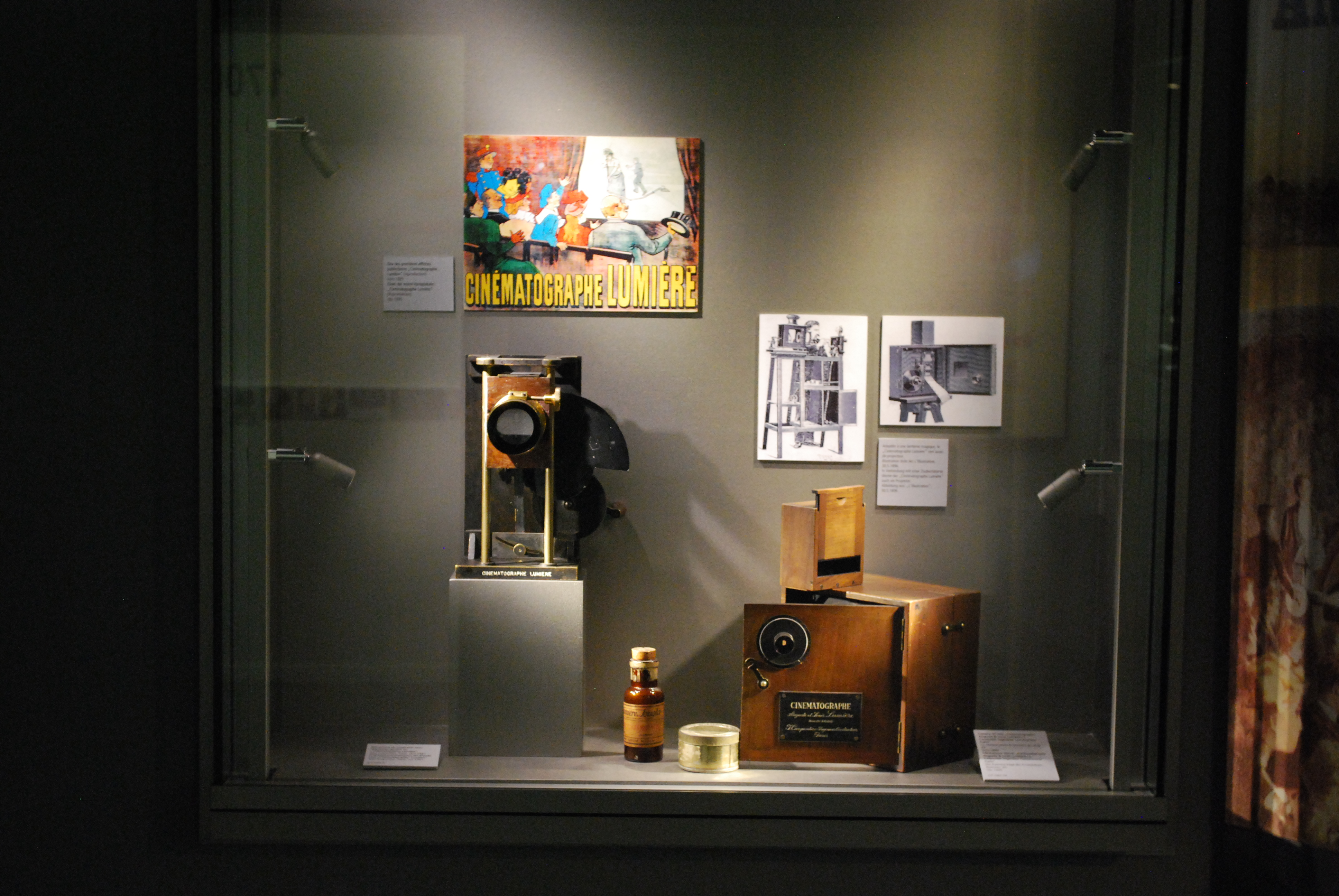
Das Cinématographe von Auguste und Louis Lumière
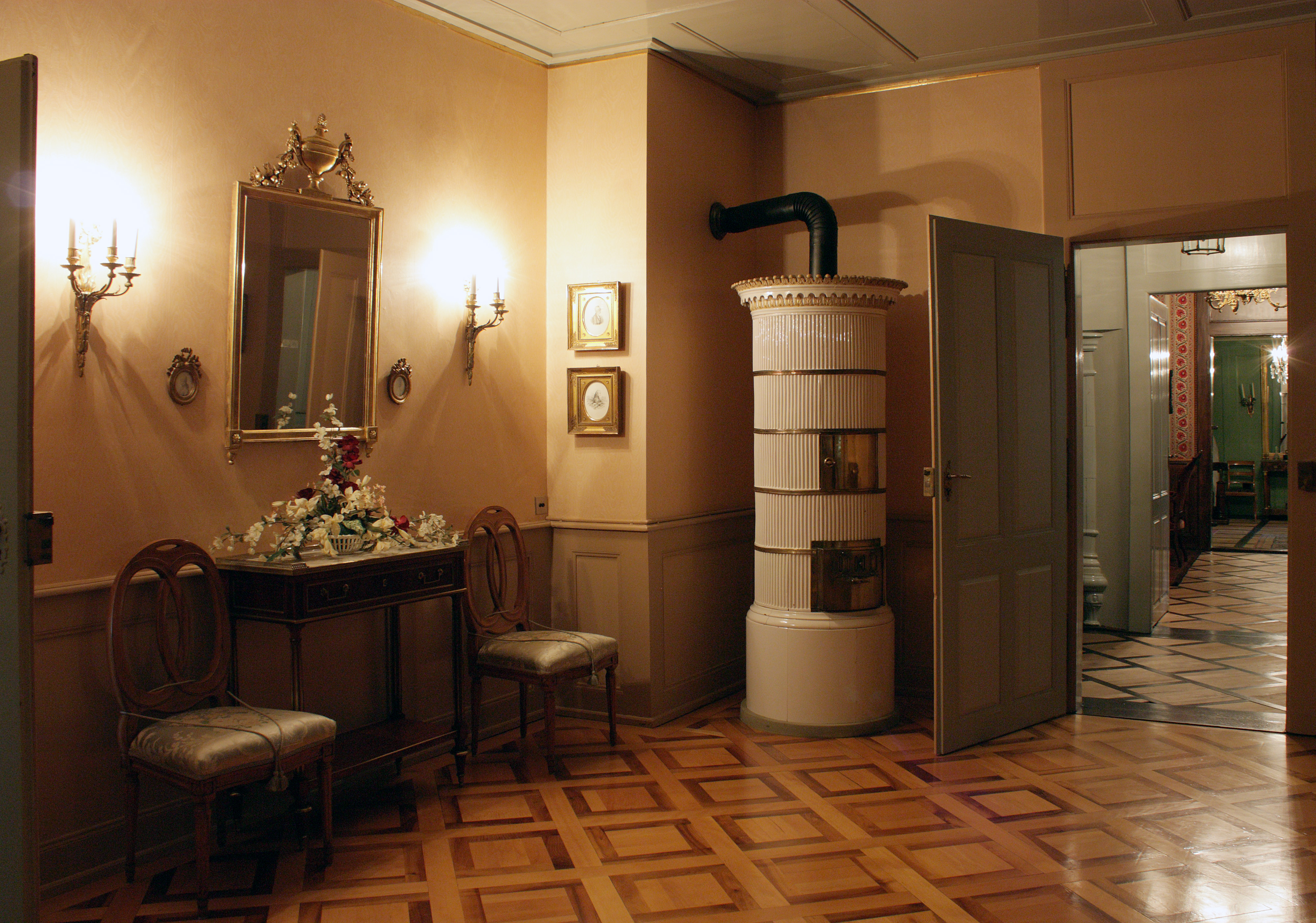
Die bürgerliche Wohnkultur: Wohnung der Museumsstifterin Dora Neuhaus
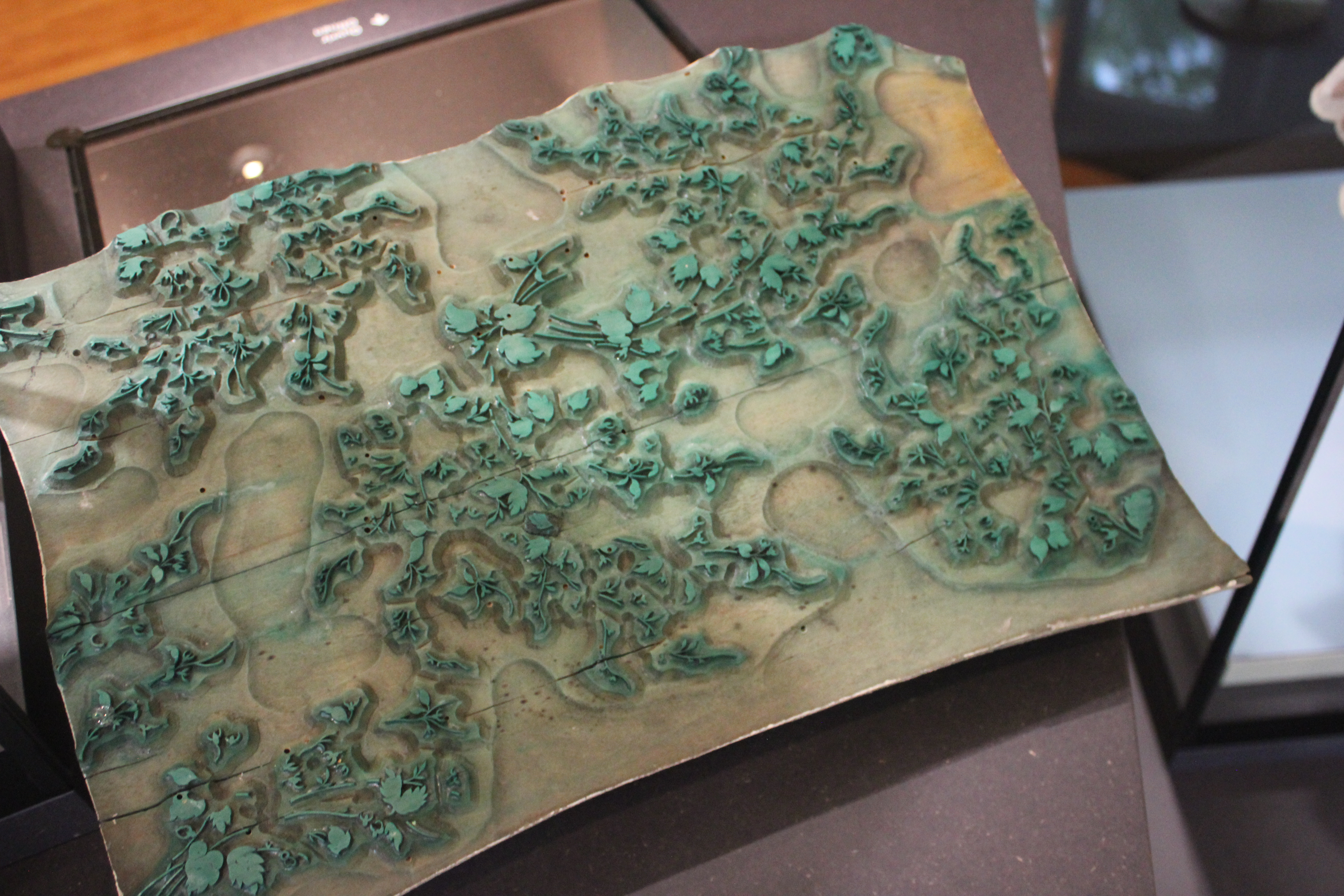
Indienne-Druck: Holzmodel für Handdruck mit Blumendessin, um 1900

## Trägerschaft und Finanzierung
Für den Betrieb des NMB Neues Museum Biel haben die drei Finanzierungsträger Stadt Biel, der Kanton Bern und die Regionale Kulturkonferenz Biel mit der Stiftung Charles Neuhaus eine Leistungsvereinbarung abgeschlossen, welche dem Museum eine wiederkehrende jährliche Subvention sichert (Verteilschlüssel: Stadt Biel 50 %, Kanton Bern 40 %, Regionale Kulturkonferenz Biel 10 %, Stand 2022). Für seinen Betrieb ist das Museum auch auf Eigeneinnahmen, Sponsoring und Unterstützungsbeiträge angewiesen.